# Parque nacional de los Montes de Cristal
El parque nacional de los Montes de Cristal (del francés: Parc National des Monts de Cristal) es un parque de dos partes individuales y uno de los 13 parques nacionales del país africano de Gabón. Está situado en los llamados Monts de Cristal en el borde occidental de la meseta Wolue-Ntem, entre Guinea Ecuatorial y el río Ogooué. Incluye los parques gemelos de Mbe y el del Monte Sene que e establecieron el 4 de septiembre de 2002, sobre la base de su biodiversidad vegetal excepcionalmente alta y por formar parte de un antiguo refugio de selva tropical que data del Pleistoceno.

## Lugares de interés
El parque está atravesado por el río Mbei, afluente del río Komo. En el río Mbei tienen un gran atractivo las cataratas Kinguele. En el mismo río se han construido dos centrales hidroeléctricas, la del embalse de Kinguele y la del embalse de Tchimbele, que han dado lugar a sendos lagos artificiales. Las instalaciones de Tchimbele, con su central hidroeléctrica a gran profundidad (120 m) tienen cierto interés.